# Limitone dei greci
Limitone dei greci o Paretone dei greci è stata un'opera bizantina costruita sul finire del VII secolo. La muraglia, sulla cui esistenza non ci sono prove, sarebbe stata costruita dai bizantini e avrebbe dovuto costituire un limes tra i domini bizantini dell'attuale Salento (allora chiamato Calabria e facente parte del ducato omonimo) a sud e quelli longobardi a nord. Se così fosse però, la struttura sarebbe seconda solo alla Grande Muraglia Cinese ed al Vallo di Adriano. Quest'ultimo ha infatti una lunghezza di circa 120 km.

## Caratteristiche
Il percorso del vallo partiva da «Otranto, città eminentemente bizantina e, costeggiando la via Appia Traiana, si protraeva sino alle vicinanze della distrutta Valesio, solcando il territorio di Mesagne e di Oria: prima di toccare l'antico caseggiato di Agliano, continuava verso quello di Pasano ed il feudo di Magalastro, ove se ne riscontrano tuttora non pochi avanzi, e finiva in riva al mare», lasciando a est il centro abitato di Sava. Questa lunga muraglia era costruita a secco con pietre calcaree di modeste dimensioni. Presentava dei castra per acquartierare le truppe e un vallum dietro il quale era presente una strada utilizzata anche per lo spostamento veloce delle stesse.

## Prove della sua esistenza
Le prove dell'esistenza del Limitone sono molto vaghe per quanto esso sia spesso riportato negli studi storiografici. Vi sono state numerose ricerche storiche ed archeologiche mirate alla sua ricerca ma non vi è stato ancora alcun risultato apprezzabile in merito. Le difficoltà sono da ricercare nel fatto che i confini tra i possedimenti Longobardi e quelli Bizantini furono sempre instabili. Inoltre, è molto probabile che si trattasse in realtà di un fossato con retrostante terrapieno, piuttosto che di un vero e proprio muraglione; una frontiera formale, fortificata dove necessario, e dove nei periodi di pace si potevano avere scambi tra Longobardi e Bizantini.
Il “Limitone dei greci” viene per la prima volta menzionato nell'opera del 1875 Messapografia ovvero memorie istoriche di Mesagne di Antonio Profilo, successivamente da Cosimo De Giorgi nel 1915 in Le Anticaglie, Muro Maurizio ed il Limitone dei Greci presso Mesagne, e ancora da Giovanni Antonucci in Il Limitone dei Greci, ma nessuna fonte medievale, né bizantina né di altra provenienza, fa menzione esplicita della sua costruzione o della sua esistenza, è perciò possibile che i resti di muraglioni oggi presenti nelle campagne del Salento siano dovute ad opere di delimitazione terriera risalenti ad un periodo posteriore alla conquista normanna; infatti il primo documento che fa menzione di un paries nel Salento è del 1092 e si tratta di una donazione fatta da Ruggero Borsa ai Benedettini di san Lorenzo di Aversa. Una zona di particolare interesse potrebbe essere quella che corre lungo la direttrice Oria-Sava, dove recenti studi hanno anche messo in evidenza alcuni resti di tale muraglione.
Ancora, un'altra zona in cui la storiografia nonché la cultura popolare hanno spesso localizzato la presenza del Limitone è lungo la Strada Provinciale 51 in provincia di Brindisi, antica via che collega Oria a Cellino San Marco. Su questa direttrice si ritrovano importanti testimonianze di età romana e medievale (la chiesa altomedievale di San Pietro a Crepacore in agro di Torre Santa Susanna, le Terme di Malvindi in agro di Mesagne, il Tempietto di San Miserino, di età romana-imperiale e poi utilizzato come chiesa paleocristiana, in agro di San Donaci, i reperti archeologici presso la Masseria La Mea in agro di Cellino San Marco, la chiesa di Santa Maria dell'Alto a Campi Salentina. Si ritiene che tale via, peraltro posta lungo il costone da cui ci si affaccia sulla grande Valle della Cupa, coincida con la strada che da Oria, staccandosi dalla via Appia, deviava verso Lecce e poi Otranto, senza dover passare da Brindisi. Tale direttrice fu sicuramente molto valorizzata in epoca medievale, quando il porto di Otranto surclassò quello di Brindisi come piazzaforte militare e commerciale dell'impero bizantino in Puglia.
Non vi sono in conclusione evidenze che il Limitone dei greci sia mai esistito in forma di un'opera difensiva continua, sul modello del Vallo di Adriano, cosa che contrasterebbe comunque con la tattica bizantina di difesa in profondità del territorio; è invece possibile che siano esistite opere isolate disseminate lungo la mutevole «linea di delimitazione o di dissuasione» esistente tra Longobardi e Bizantini in Puglia, e spesso poste lungo importanti direttrici di comunicazione o anche delimitazioni geologiche (come quelle della Valle della Cupa) nell'area del Salento settentrionale.